# Garaeus mirandus
Garaeus mirandus är en fjärilsart som beskrevs av Butler 1881. Garaeus mirandus ingår i släktet Garaeus och familjen mätare. Inga underarter finns listade i Catalogue of Life.